# MS-DOS Editor
MS-DOS Editor (edit) はCUIベースのテキストエディタで、MS-DOS バージョン5以降および32ビット版Windowsに付属する。旧来の標準エディタであったEDLINの後継にあたる。
2025年、マイクロソフトはMS-DOS EditorをWindows Terminalで動作する「Edit」としてリメイクした。

## DOS版
MS-DOS EditorはMS-DOS 6.22までQBasicのエディタモードとして動作していたが、DOS 7 (Windows 95) でQBasicが外されたことにより、単体のプログラムになった。
MS-DOS EditorはWindows 9x上のメモ帳の簡易版として使われることがある。編集できるファイルサイズは65,279行および約5MBに制限されている。MS-DOS版ではコンベンショナルメモリの空きサイズによるが、およそ300KBに制限されている。Windows上では「ファイル名を指定して実行」ダイアログやコマンドラインインタフェースにeditと入力することで使うことができる。EditはWindows XP、Windows Vista、Windows 7、Windows 8の32ビット版にも付属している。16ビットDOSアプリケーションであるため、仮想DOSマシンをサポートしていない64ビット版Windowsでは直接実行することはできない。

### バージョン
Edit バージョン 1.0はMS-DOSおよびPC DOS 5.00、OS/2、Windows NT 4.0に付属する。これらはQBasic 1.0で動いていた。このバージョンはDOSのメモリの制約を受けて、一度に1つのファイルしか開けない。また、クイックヘルプを除いてウィンドウの分割はできない。 
Edit バージョン 1.1はMS-DOS 6.0に付属する。エディタとしての新機能はなく、MS-DOS 6.0のヘルプの表示にQbasic 1.1が使われていることが主な違いである。
PC DOS 6にはeditコマンドは付属せず、代わりにE エディターが付属した。これはPC DOS 7でマウスとメニューをサポートした。
Edit バージョン 2.0はWindows 95に付属し、Windows 2000以降にも付属している。Qbasicを使用せず、単体のプログラムになった。

### 機能
MS-DOS Editorはテキストユーザインタフェースを採用し、色設定はカスタマイズできる。バージョン2.0では最大9つのファイルまでを同時に編集でき、マルチドキュメントインタフェースを搭載している。画面は垂直に分割可能。ファイルをバイナリモードで開くこともでき、1行あたりの表示文字数が固定で、16進数の文字で表示される。

### 日本語版
QBasicが日本語をサポートしていないため、IBM DOS J5.0/VおよびMS-DOS 5.0/Vのeditコマンドは英語モードしかサポートしていない。マイクロソフト版のMS-DOS 6.2/Vでは日本語モードに対応したeditコマンドが単体で付属した。その後のWindows 9x系にはMS-DOS Editorの日本語対応版が付属するが、Windows NT系には英語版のみが付属し、日本語処理に対応していない。また、Windows Vista以降では仮想DOSマシン自体が日本語処理をサポートしていない。
ちなみにPC-9800シリーズ用のMS-DOSでは、日本電気(NEC) が独自に「SEDIT」というスクリーンエディタをV3.3D以降で提供していた。こちらは当然ながら日本語をサポートしている。NEC版のMS-DOS 6.2では名称こそ「SEDIT」だが、中身はMIFESのサブセット「MINIFES」をベースにしたものに変更されている。

## リメイク
2025年5月18日、マイクロソフトはRustプログラミング言語でMS-DOS Editorをリメイクし、Windows Terminalで動作する「Edit」としてリリースした。